# The Very Best of Macy Gray
Albums de Macy Gray
The Trouble with Being Myself
(2003) Live in Las Vegas
(2005)
The Very Best of Macy Gray est la première compilation des plus grands succès (mais son quatrième album au total) de la chanteuse américaine de RnB/soul Macy Gray, sorti en 2004 sur le label Epic Records. Il contient 8 titres des trois premiers albums de Macy Gray, plus deux inédits (le single Love Is Gonna Get You et la reprise de la chanson d'Aerosmith de 1975, Walk This Way), trois remixes, trois titres d'albums, et le titre Demons, une collaboration avec Fatboy Slim de leur album de 2000 Halfway Between the Gutter and the Stars qui n'avaient jamais été inclus dans l'un de ses albums. Cet album ne réussit pas à attirer l'attention du public mais néanmoins devint un nouvel album rentrant dans le Top 40 du Royaume-Uni pour Gray, et se classa plus ou moins bien dans les autres pays européens.
Le 1er décembre 2008, cet album fut réédité au Royaume-Uni en incluant Winter Wonderland (qui apparu dans un premier temps sur le single Sexual Revolution de l'artiste), utilisé dans les publicités de Noël de Marks & Spencer. Par le biais du téléchargement légal sur Internet, ce titre atteignit la 79e place des classements de Single au Royaume-Uni le week-end du 20 décembre 2003.

## Liste des titres
1. "I Try" 1 (Macy Gray, Jeremy Ruzumna, Jinsoo Lim, David Wilder) – 3:59
2. "Do Something" 1 (Gray, Darryl Swann, Ruzumna, Dion Murdock, Patrick Brown, Raymon Murray, Rico Wade, Cameron Gipp, Robert Barnett, André Benjamin, Antwan Patton, Thomas Burton, Greg Mays, Daryl Barnes, George Clinton, Jr., Garry Shider, Bernard Worrell) – 4:57
  - Contains a sample of OutKast's "Git Up, Git Out" (Patrick Brown, Raymon Murray, Rico Wade, Cameron Gipp, Robert Barnett, André Benjamin, Antwan Patton, Thomas Burton) and Nice & Smooth's "Funky for You" (Greg Mays, Daryl Barnes, George Clinton, Jr., Garry Shider, Bernard Worrell).
3. "Still" 1 (Gray, Ruzumna, Bill Esses, Jeff Blue) – 4:15
4. "Why Didn't You Call Me" 1 (Gray, Ruzumna) – 3:14
5. "I've Committed Murder" 1 (Gray, Swann, Ruzumna, Kiilu Beckwith, Eddie Harris, Francis Lai, Carl Sigman) – 4:59
  - Contains a sample of Eddie Harris' "Live Right Now" (Eddie Harris) and an interpolation of Francis Lai & His Orchestra's "(Where Do I Begin?) Love Story" (Francis Lai, Carl Sigman).
6. "Sexual Revolution" 2 (Gray, Ruzumna, Wilder, Swann) – 4:45
7. "Sweet Baby" (featuring Erykah Badu) 2 (Gray, Joe Solo) – 3:49
8. "Boo" 2 (Gray, Ruzumna, Wilder, Swann, Victor Indrizzo, Zac Rae) – 4:25
9. "When I See You" 3 (Gray, Ruzumna, Indrizzo, Justin Meldal-Johnsen) – 3:43
10. "It Ain't the Money" (featuring Pharoahe Monch) 3 (Gray, Ruzumna, Indrizzo, Meldal-Johnsen, Troy Jamerson, Beck Hansen) – 4:07
11. "She Ain't Right for You" 3 (Gray, Ruzumna, Indrizzo, Meldal-Johnsen) – 4:12
12. "Love Is Gonna Get You" 4 (Gray, Mike Elizondo, Natalie Stewart) – 3:00
13. "Walk This Way" 4 (Steven Tyler, Joe Perry) – 3:31
14. "Demons" (Fatboy Slim featuring Macy Gray) 5 (Norman Cook, Gray, Bill Withers) – 3:14
  - Contains elements of Bill Withers' "I Can't Write Left-Handed" (Bill Withers).
15. "When I See You" (Bugz in the Attic Remix) – 6:35
16. "I've Committed Murder" (Gang Starr Main Mix featuring Mos Def) – 4:38
17. "Sexual Revolution" (Norman Cook Radio Mix at 128BPM) – 3:32
18. "Winter Wonderland" (UK Re-Release) - 2:53

### Japanese edition
Adds "We Will Rock You" as the fourteenth track, between "Walk This Way" and "Demons".
- 1 De l'album On How Life Is.
- 2 De l'album The Id.
- 3 De l'album The Trouble with Being Myself.
- 4 Titre jamais sorti auparavant.
- 5 De l'album Halfway Between the Gutter and the Stars.

## Classements
| Classements (2004)                   | Meilleure Position |
| ------------------------------------ | ------------------ |
| Classement des albums aux Pays-Bas   | 50                 |
| Classement FIMI des albums en Italie | 58                 |
| Classement des albums au Portugal    | 23                 |
| Classement des albums en Suisse      | 84                 |
| Classement des albums au Royaume-Uni | 36                 |